# Ansel Briggs
Ansel Briggs, född 3 februari 1806 i Shoreham, Vermont, död 5 maj 1881 i Omaha, Nebraska, var en amerikansk demokratisk politiker. Han var Iowas guvernör 1846–1850.
Briggs flyttade 1830 till Ohio och 1836 vidare till Davenport i Iowaterritoriet. Han var verksam inom diligenstrafikbranschen och körde vissa transporter själv för att klarlägga de bästa rutterna.
Briggs besegrade Thomas McKnight i det första guvernörsvalet i Iowa år 1846. Efter fyra år som guvernör efterträddes han 1850 av Stephen Hempstead. Efter sin tid som guvernör återvände Briggs till sina affärsverksamheter. Han avled år 1881 och gravsattes i Omaha. Gravplatsen flyttades till Andrew i Iowa år 1909.